# Ampułki Lorenziniego

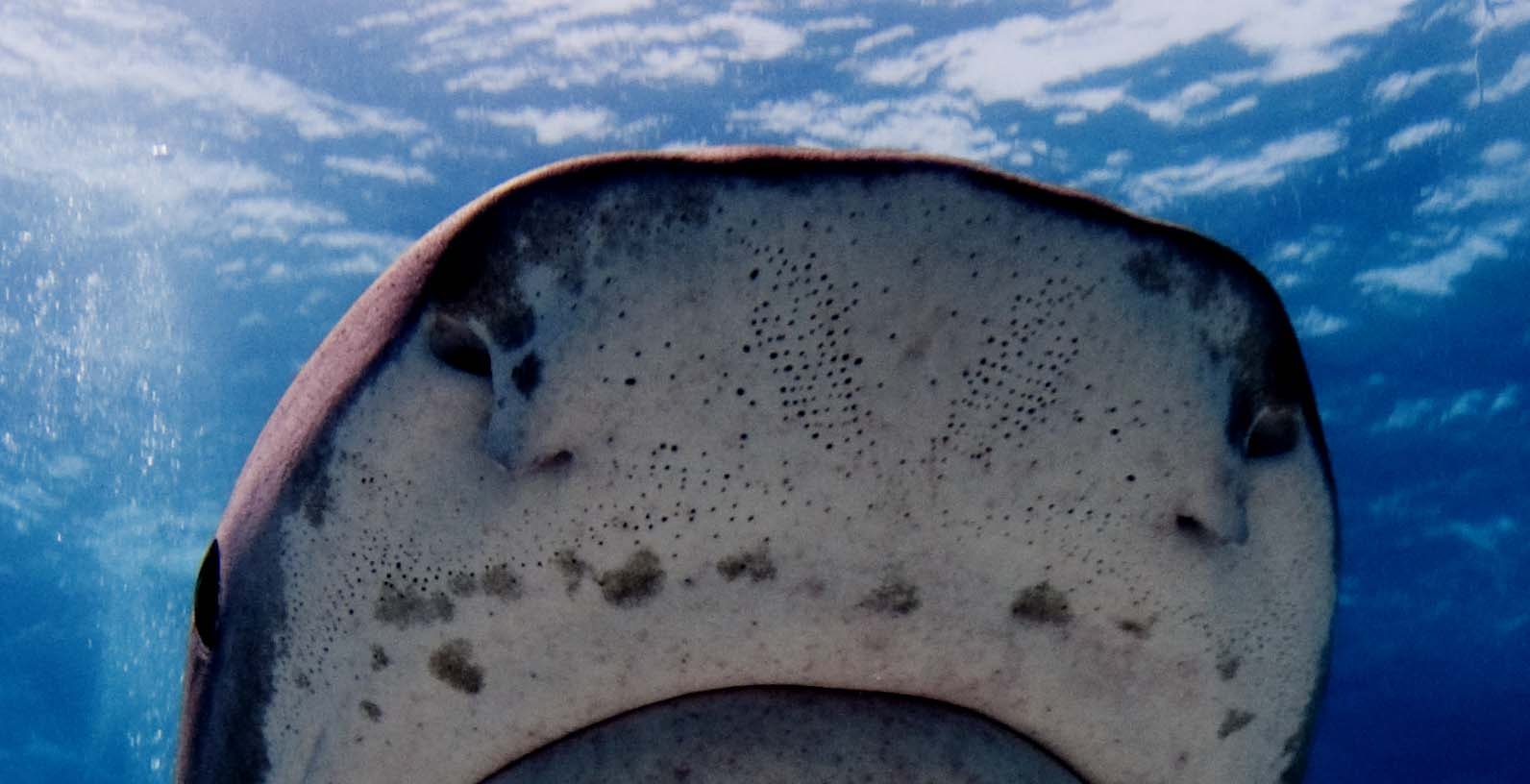
Ujścia ampułek Lorenziniego na pysku żarłacza tygrysiego

Ampułki Lorenziniego, elektroreceptory ampułkowate – rodzaj elektroreceptorów służących do elektrolokacji, występujący w skórze bezszczękowców (Agnatha), ryb chrzęstnoszkieletowych (Chondrichthyes) i wielopłetwców (Polypteriformes). Powstały z przekształconych receptorów linii bocznej. Zostały odkryte i opisane przez Stefano Lorenziniego w 1678, nazwane jego nazwiskiem dla uhonorowania. Działanie tych narządów pozostawało tajemnicą przez blisko 300 lat, do 1962, gdy R.W. Murray odkrył ich funkcje elektrosensoryczne.

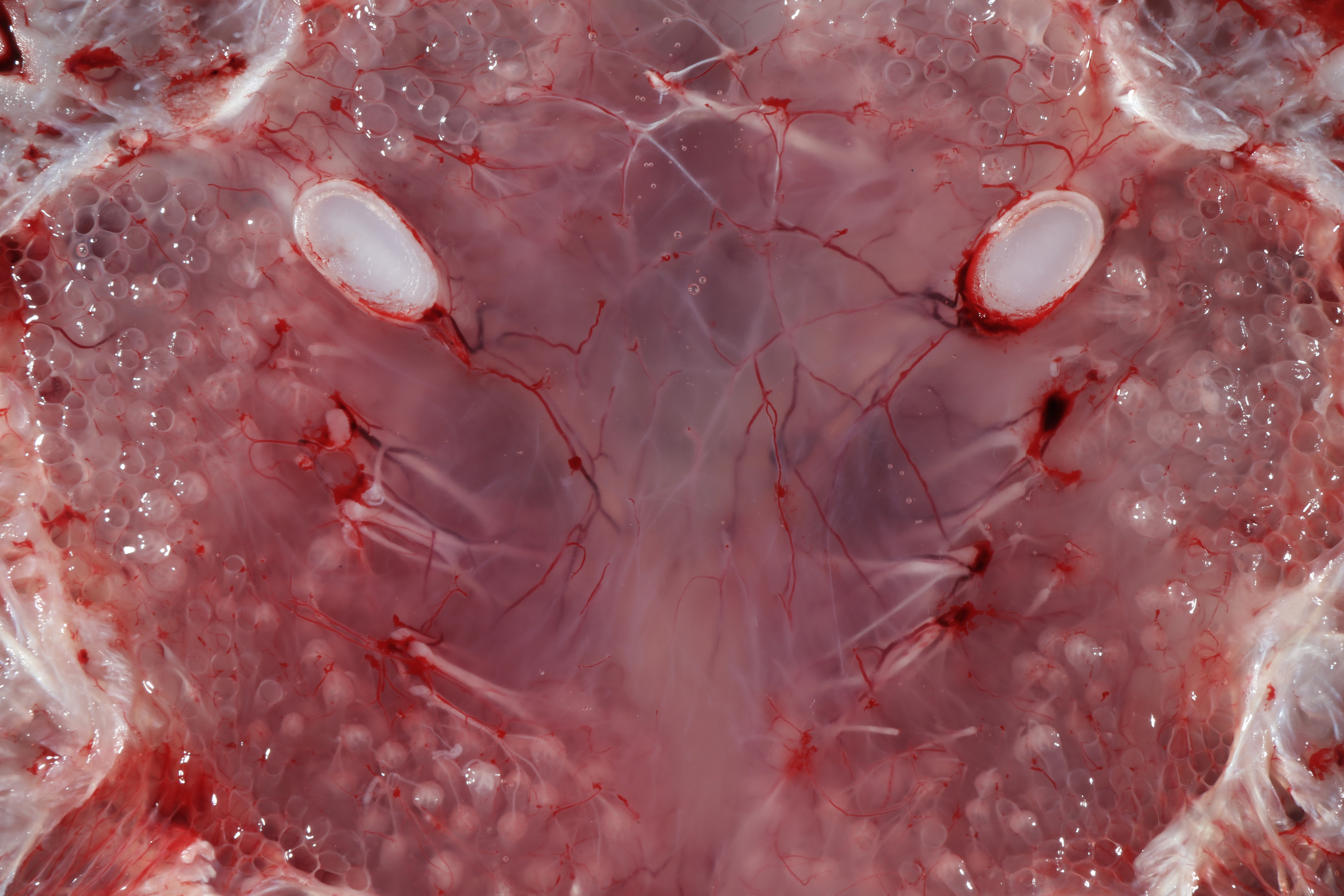
Przekrój poprzeczny przedniej części głowy kosogona przedstawiający ampułki Lorenziniego ulokowane w żelowatej tkance. Widoczna sieć włókien nerwowych łączących się z tymi ampułkami

Są to pory (jamki) w kształcie ampułek wypełnionych galaretowatą substancją, położone na głowie ryby i na płetwach piersiowych, zwykle w okolicy pyska. Rozmieszczone nad dołkami węchowymi, wzdłuż żuchwy, chrząstki gnykowej i tryskawki. U spodoustych występują w dużych skupiskach, po kilkadziesiąt. Na głowie drętwy naliczono 220 ujść ampułek Lorenziniego, a mustel psi ma ich aż 1600. 
Pojedyncza ampułka złożona jest z części szczytowej, otwartej na zewnątrz ciała, z długiej szyjki (jej długość jest zależna od gatunku) oraz ampułki właściwej zanurzonej w skórze. Ampułkę właściwą tworzy 8–12 kieszonek wyścielonych dwiema warstwami dużych komórek: zmysłowych i podporowych. Mechanizm działania nabłonka czuciowego nie został do końca poznany.
Pory i kanały związane z elektroreceptorami wykazują znaczną zmienność geometryczną w obrębie danego organizmu i pomiędzy gatunkami.
Ampułki Lorenziniego umożliwiają zwierzęciu wykrywanie zmian w polach elektrycznych generowanych przez skurcze mięśni i procesy fizjologiczne jego potencjalnej ofiary. Rejestrują niewielkie fluktuacje elektryczne, są zdolne do wykrywania nawet bardzo słabych różnic potencjałów elektrycznych, zmian pola magnetycznego, zmian temperatury i zasolenia wody. Działają na zasadzie półprzewodnika zamieniając sygnały dochodzące z zewnątrz na impulsy przekazywane do mózgu. Pomagają rybie w lokalizowaniu zdobyczy, zagrożenia lub partnera.
Rekinek psi jest zdolny zarejestrować pole elektryczne o natężeniu rzędu 1 V/cm, a raja spp. nawet 0,01 V/cm. Dzięki ampułkom Lorenziniego rekiny mogą wykrywać zagrzebane w piasku płastugi.